# Steve Burton (duatleta)
Steve Burton es un deportista británico que compitió en duatlón. Ganó una medalla de plata en el Campeonato Europeo de Duatlón de 1992.

## Palmarés internacional
| Campeonato Europeo | Campeonato Europeo | Campeonato Europeo | Campeonato Europeo |
| Año                | Lugar              | Medalla            | Prueba             |
| ------------------ | ------------------ | ------------------ | ------------------ |
| 1992               | Madrid (España)    | Medalla de plata   | Individual         |